# Cuenca Quebrada La Negra
La cuenca Quebrada La Negra es el espacio natural de la cuenca hidrográfica quebrada La Negra, una cuenca exorreica costera de régimen pluvial ubicada en la Región de Antofagasta y que la Dirección General de Aguas consigna con el código 028 del inventario BNA de cuencas de Chile.

der

## Límites y relieve
La cuenca desemboca en la ciudad puerto de Antofagasta y limita al norte con la cuenca de la quebrada de Caracoles (027), al este con las cuencas endorreicas Salar Atacama-Vertiente Pacífico (026) y al sur con las cuencas costeras entre quebrada La Negra y quebrada Pan de Azúcar (029).

## Población
El sistema de información y monitoreo de biodiversidad del Ministerio del Medio Ambiente de Chile señala la siguiente distribución de la superficie de la cuenca entre las comunas (el porcentaje es de la cuenca):
| Región      | Provincia   | Comuna      | Hectáreas     | Porcentaje |
| ----------- | ----------- | ----------- | ------------- | ---------- |
| Antofagasta |             |             | 1.134.635,737 | 99,997%    |
|             | Antofagasta |             | 1.134.635,737 | 99,997%    |
|             |             | Antofagasta | 769.775,714   | 67,842%    |
|             |             | Taltal      | 364.860,023   | 32,156%    |

El "Plan estratégico para la gestión de los recursos hídricos, Región de Antofagasta" señala que hay algunos poblados en el ítem 028, por cierto relacionados con las faenas mineras instaladas en el área, y los nombra: Meridian, Atacama Minerals, Minera El Way y Simunovic.: 128 

## Subdivisiones
La Dirección General de Aguas subdivide o reúne las cuencas de Chile acorde a las necesidades de estudio y gestión. Existen dos inventarios que han logrado ser aceptados como principales, el inventario de cuencas del Banco Nacional de Aguas (BNA) de 1978, de mayor uso, y el inventario de cuencas del Departamento de Administración de Recursos Hídricos (DARH) de 2014 de mejor cartografía que ha obligado a redefinir algunos límites, a veces con cambios mayores, pero también por algunas redefiniciones del concepto de subcuenca.
Bajo el BNA el código del ítem es 028 y con el DARH es 0208.
El inventario DARH ha reducido notablemente el área que comprende la cuenca de la quebrada La Negra con respecto a lo que ordenaba el inventario BNA (11347 km²) dejándola con solo 2101 km². Toda la quebrada del Profeta pasó de ser un afluente de La Negra a ser parte del ítem 0207, que el DARH nombra "Cuencas Antofagasta".
| BNA                                                     | DARH |
|                                                         |      |
| El ítem 0208 es solo una fracción de lo que era el 028. |      |

La subdivisión del BNA es como sigue:
| Cuenca                                       | Subcuenca | Subsubcuenca | Aguas                                                          | Área drenaje km² | Observaciones |
| -------------------------------------------- | --------- | ------------ | -------------------------------------------------------------- | ---------------- | ------------- |
| 028 Categoría:Quebrada La Negra (028) (mapa) |           |              |                                                                |                  |               |
| 028                                          | 0280      | 02800        | Quebrada Mateo hasta Quebrada Grande                           | 5098             |               |
| 028                                          | 0281      | 02810        | Quebrada Grande                                                | 4643             |               |
| 028                                          | 0282      | 02820        | Quebrada La Negra Entre Quebrada Grande y Desembocadura        | 1606             |               |
| total:                                       | 3         | 3            | Región: II (100%) / Tipo: Exorreica / Desemb.: Océano Pacífico | 11347            |               |

El inventario DARH utiliza la siguiente partición:
| Código | Nombre                   | Código en mapa           | Tipología de cuenca      | Vertiente de cuenca      | Origen de cuenca         | Temperatura media anual (C°) | Temperatura máxima (C°)  | Temperatura mínima (C°)  | Precipitación anual (mm) | Número de estaciones fluviométricas | Número de estaciones pluviométricas | Área (km²)               |
| ------ | ------------------------ | ------------------------ | ------------------------ | ------------------------ | ------------------------ | ---------------------------- | ------------------------ | ------------------------ | ------------------------ | ----------------------------------- | ----------------------------------- | ------------------------ |
| 0208   | Cuenca Quebrada La Negra | Cuenca Quebrada La Negra | Cuenca Quebrada La Negra | Cuenca Quebrada La Negra | Cuenca Quebrada La Negra | Cuenca Quebrada La Negra     | Cuenca Quebrada La Negra | Cuenca Quebrada La Negra | Cuenca Quebrada La Negra | Cuenca Quebrada La Negra            | Cuenca Quebrada La Negra            | Cuenca Quebrada La Negra |
| 020800 | Quebrada La Negra        | 0                        | Exorreica                | Pacífico                 | Pluvial                  | 16.3                         | 25.1                     | 7.6                      | 2.8                      | 0                                   | 0                                   | 955.3                    |
| 020801 | Quebrada Grande          | 0                        | Exorreica                | Pacífico                 | Pluvial                  | 15.1                         | 24.6                     | 5.3                      | 0.0                      | 0                                   | 0                                   | 558.7                    |
| 020802 | Quebrada de Mateo        | 0                        | Exorreica                | Pacífico                 | Pluvial                  | 15.6                         | 24.6                     | 6.5                      | 0.0                      | 0                                   | 0                                   | 586.5                    |

## Hidrografía

### Red hidrográfica
Los cuerpos de agua considerados en esta categoría son:

### Glaciares
El inventario público de glaciares de Chile 2022 no consigna glaciares en el ítem.

### Caudal y régimen
Un informe de la Dirección General de Aguas comunica que: En esta cuenca hay algunos poblados relacionados a las faenas mineras instaladas en el área, como son las faenas Meridian, Atacama Minerals, Minera El Way y Simunovic. Los sectores Aguas Blancas y Rosario, pertenecientes al acuífero Aguas Blancas, fueron declarados Área de Restricción el año 2005 para otorgamiento de nuevos derechos de agua subterránea. En estos sectores hay 342 l/s otorgados a compañías mineras como Atacama Minerals, Meridian y SQM. De acuerdo a información de SQM, en esta zona no están bombeando sus pozos. Fuera del área de restricción hay derechos subterráneos por 83 L/s.: 128 

### Humedales
El Ministerio del Medio Ambiente de Chile no registra humedales en la cuenca.

## Clima

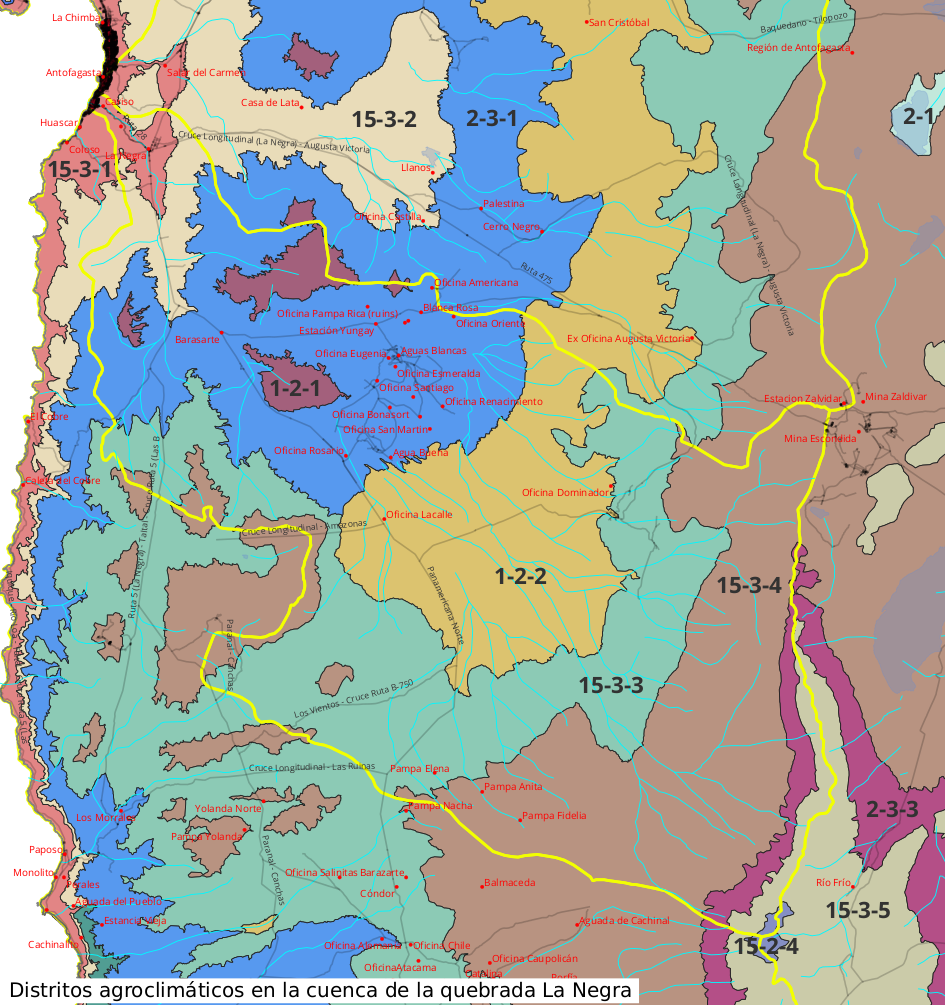
Distritos agroclimáticos en la cuenca de la quebrada La Negra.

El Atlas agroclimático de Chile distingue 8 distritos agroclimáticos en la cuenca:
- 15-3-1  Desierto con influencia marina y régimen de humedad xérico (BWnXe). La temperatura oscila entre un máximo de enero de 24,8 °C y un mínimo de julio de 10,4 °C. En todo el año no tiene heladas. El periodo de temperaturas favorables a la actividad vegetativa dura 12 meses. Registra anualmente 2.487 días grado y 1 hora de frío acumulada hasta el 31 de julio. La precipitación media anual es de 10 mm y un periodo seco de 12 meses, con un déficit hídrico de 1.629 mm/año. El período húmedo dura 0 meses durante los cuales se produce un excedente hídrico de 0 mm.
- 15-3-2  Desierto con influencia marina y régimen de humedad xérico (BWnXe). La temperatura oscila entre un máximo de enero de 27,7 °C y un mínimo de julio de 9,1 °C. En todo el año no tiene heladas. El periodo de temperaturas favorables a la actividad vegetativa dura 12 meses. Registra anualmente 2.788 días grado y 12 horas de frío acumuladas hasta el 31 de julio. La precipitación media anual es de 2 mm y un periodo seco de 12 meses, con un déficit hídrico de 1.828 mm/año. El período húmedo dura 0 meses durante los cuales se produce un excedente hídrico de 0 mm.
- 2-3-1  Desierto interior y régimen de humedad xérico (BWXe). La temperatura oscila entre un máximo de enero de 28,8 °C y un mínimo de julio de 6 °C. Tiene un promedio de 339 días consecutivos libres de heladas. En el año se registra un promedio de 2 heladas. El periodo de temperaturas favorables a la actividad vegetativa dura 12 meses. Registra anualmente 2.490 días grado y 154 horas de frío acumuladas hasta el 31 de julio. La precipitación media anual es de 0 mm y un periodo seco de 12 meses, con un déficit hídrico de 2.018 mm/año. El período húmedo dura 0 meses durante los cuales se produce un excedente hídrico de 0 mm.
- 1-2-2  Desierto interior y régimen de humedad xérico (BWXe). La temperatura oscila entre un máximo de enero de 29,9 °C y un mínimo de julio de 3,7 °C. Tiene un promedio de 219 días consecutivos libres de heladas. En el año se registra un promedio de 18 heladas. El período de temperaturas favorables a la actividad vegetativa dura 12 meses. Registra anualmente 2.389 días grado y 441 horas de frío acumuladas hasta el 31 de julio. La precipitación media anual es de 0 mm y un período seco de 12 meses, con un déficit hídrico de 2.307 mm/año. El período húmedo dura 0 meses durante los cuales se produce un excedente hídrico de 0 mm.
- 15-3-3  Desierto interior y régimen de humedad xérico (BWXe). La temperatura oscila entre un máximo de enero de 26,5 °C y un mínimo de julio de 3,4 °C. Tiene un promedio de 186 días consecutivos libres de heladas. En el año se registra un promedio de 25 heladas. El periodo de temperaturas favorables a la actividad vegetativa dura 12 meses. Registra anualmente 1.769 días grado y 588 horas de frío acumuladas hasta el 31 de julio. La precipitación media anual es de 4 mm y un periodo seco de 12 meses, con un déficit hídrico de 2.155 mm/año. El período húmedo dura 0 meses durante los cuales se produce un excedente hídrico de 0 mm.
- 15-3-4  Desierto de altura y régimen de humedad xérico (BWHXe). La temperatura oscila entre un máximo de enero de 20 °C y un mínimo de julio de -0,1 °C. Tiene un promedio de 0 días consecutivos libres de heladas. En el año se registra un promedio de 157 heladas. El periodo de temperaturas favorables a la actividad vegetativa dura 5 meses. Registra anualmente 700 días grado y 1.311 horas de frío acumuladas hasta el 31 de julio. La precipitación media anual es de 38 mm y un periodo seco de 12 meses, con un déficit hídrico de 2.058 mm/año. El período húmedo dura 0 meses durante los cuales se produce un excedente hídrico de 0 mm.
- 15-2-4  Estepa de altura fría con régimen de humedad árido (BSkAr). La temperatura oscila entre un máximo de enero de 7,7 °C y un mínimo de julio de -11,1 °C. Tiene un promedio de 0 días consecutivos libres de heladas. En el año se registra un promedio de 365 heladas. El período de temperaturas favorables a la actividad vegetativa dura 0 meses. Registra anualmente 14 días grado y 1.800 horas de frío acumuladas hasta el 31 de julio. La precipitación media anual es de 211 mm y un período seco de 10 meses, con un déficit hídrico de 1.189 mm/año. El período húmedo dura 0 meses durante los cuales se produce un excedente hídrico de 0 mm.
- 2-3-3  Estepa de altura fría con régimen de humedad xérico (BSkXe). La temperatura oscila entre un máximo de enero de 15,4 °C y un mínimo de julio de -4 °C. Tiene un promedio de 0 días consecutivos libres de heladas. En el año se registra un promedio de 321 heladas. El período de temperaturas favorables a la actividad vegetativa dura 0 meses. Registra anualmente 211 días grado y 1.909 horas de frío acumuladas hasta el 31 de julio. La precipitación media anual es de 61 mm y un período seco de 12 meses, con un déficit hídrico de 1.798 mm/año. El período húmedo dura 0 meses durante los cuales se produce un excedente hídrico de 0 mm.

Diagrama Walter Lieth para la ciudad de Antofagasta, Chile.

Los diagramas Walter Lieth muestran con un área azul los periodos en que las precipitaciones sobrepasan la cantidad de agua que el calor del sol evapora en el mismo lapso de tiempo, (un promedio de 10 °C mensuales evaporan 20 mm de agua caída) dejando un clima húmedo. Por el contrario, las zonas amarillas indican que durante ese tiempo el agua caída puede ser evaporada por el calor del sol. El área gris señala meses muy húmedos. La zona no tiene periodos húmedos.

## Áreas bajo protección oficial y conservación de la biodiversidad
La cuenca colinda al este con el parque nacional Llullaillaco. No tiene sitios prioritarios dentro de sus límites.